# Síndrome de Otelo

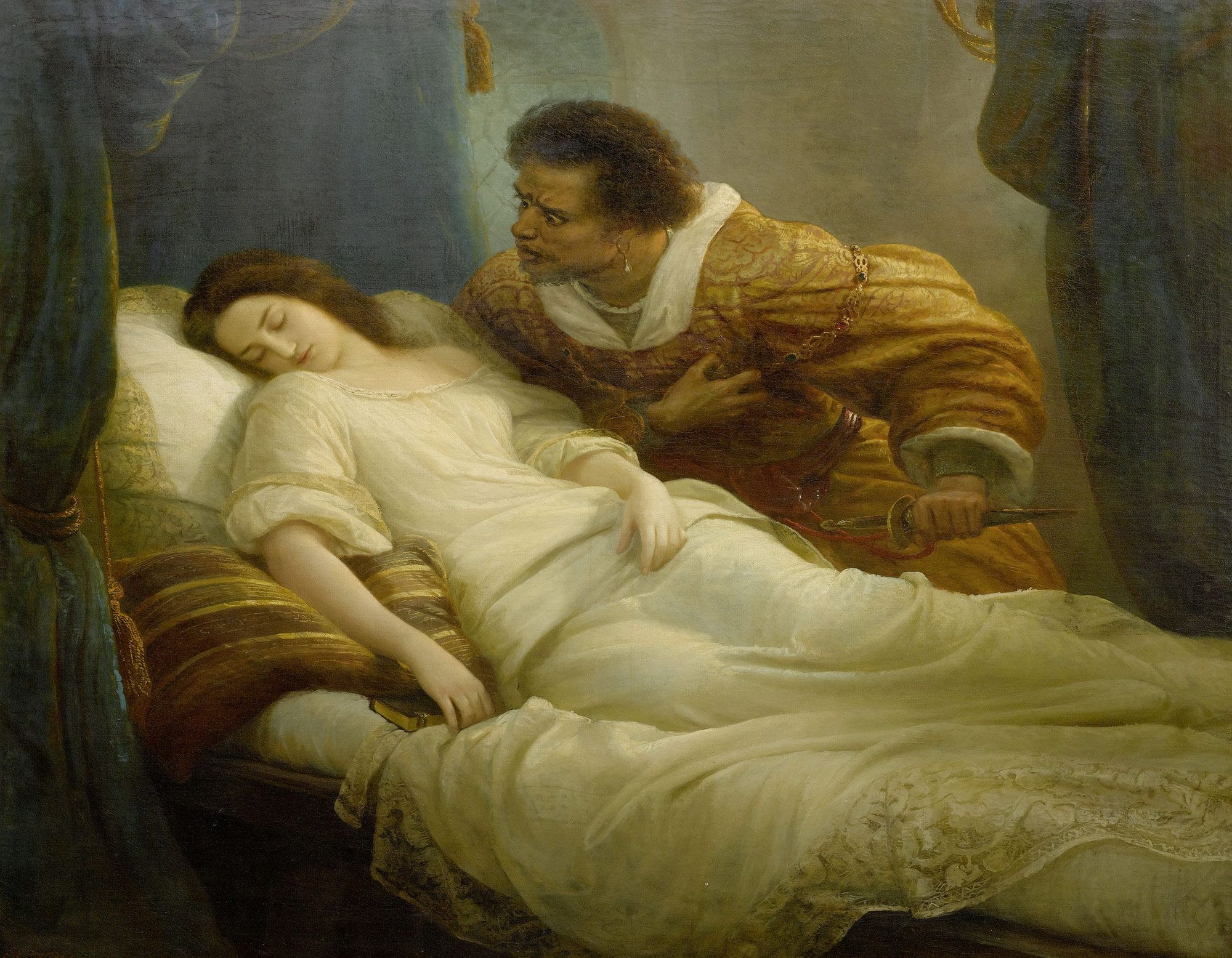
Otelo con su esposa dormida. 1859. Christian Köhler

El síndrome de Otelo es un trastorno delirante por el cual la persona que lo sufre está firmemente convencida de que su pareja le es infiel;  también es denominado vulgarmente como celopatía o de forma menos conocida o común como  celotipia o celosía. El delirante celotípico construye su delirio con datos irracionales y pierde el tiempo tratando de hallar "pruebas" que confirmen sus sospechas.
Los delirios de celos pueden formar parte del trastorno delirante crónico o paranoia, pero también se observa en los inicios de cuadros demenciales por deterioro involutivo de la corteza cerebral y en el alcoholismo crónico.

## Origen del nombre
Toma su nombre de la conocida obra de Shakespeare, Otelo, que mata a Desdémona poseído por unos celos enfermizos. El síndrome de Otelo (o de Othello) fue nombrado por el psiquiatra inglés John Todd (1914-1987) en una publicación con K. Dewhurst titulada "The Othello Syndrome: a study in the psychopathology of sexual jealousy" (Journal of Nervous and Mental Disorder, 1955, 122: 367).

## Afectación
La persona está obsesionada con la idea de la infidelidad y muestra una serie de conductas que se manifiestan tratando de buscar pruebas que lo demuestren, por ejemplo, entrando en el ordenador o mirando el teléfono móvil de su pareja.  También puede mostrarse violenta o humillar al otro.
Cuando se llega al extremo del homicidio es que existe otro tipo de personalidad patológica de base como la paranoia o un delirio celotípico. Cuando hay un delirio es una idea irreversible con una serie de respuestas a esas ideas que son realmente graves.
El síndrome de Otelo afecta a ambos sexos por igual pero es más común en los hombres.
Es característico que en el síndrome de Otelo el enfermo esté realizando comprobaciones continuamente, con el objetivo de descubrir la infidelidad.  Para ello se sirve de detalles sin importancia que considera pruebas definitivas.
Algunos casos podrían ser que:
1. El paciente puede estar convencido de que la ropa interior en determinado cajón ha sido colocada por el amante o que el pequeño cambio de posición de un sillón es la evidencia de que allí ha estado sentado el "otro".
2. Los comentarios banales de terceras personas tienen un significado inequívoco y se refieren a las actividades promiscuas de su esposa(o).
3. Puede contar y recordar el número y orden de prendas en un armario para comprobar si han variado, lo cual sería una prueba "contundente" de que alguien había entrado en la casa para mantener relaciones sexuales con la pareja.

Curiosamente el "otro (a)" parece una sombra, el enfermo no da detalles de él (ella), ni de su profesión, domicilio, familia, etc. En raros casos sí es una persona identificada, pero lo más frecuente es que sea como un fantasma al que no se le pone rostro ni presencia.
El delirio de celos domina la vida del enfermo, afectando a sus actividades laborales, sociales y personales, tendiendo al aislamiento. El humor se torna sombrío e irritable y las relaciones familiares -lógicamente- se deterioran considerablemente.
El delirante celotípico en general no quiere separarse de la pareja, por el contrario, su deseo sexual suele estar aumentado. La pareja no sólo no le corresponde, sino que puede rechazarle por completo, lo que a su vez refuerza el convencimiento del celotípico en su delirio.

## Tratamiento
Los celos mórbidos abarcan varios estados psiquiátricos y la mejor manera de enfocar el tratamiento depende de los síntomas que se observen en el individuo. Por consiguiente, el pronóstico y los resultados varían de una persona a otra y dependen de la situación y las complejidades de las relaciones interpersonales que existan entre los cónyuges. Además, es necesario abordar otras cuestiones que pueden exacerbar los aspectos negativos del entorno creado por el comportamiento celoso para poder iniciar el tratamiento.
Por ejemplo, si el alcoholismo desempeña un papel importante en el comportamiento del individuo mórbidamente celoso, el tratamiento de su adicción puede afectar positivamente su progreso al tratar de cambiar su naturaleza celosa. Si bien la psicoterapia puede ser un método eficaz para tratar a las personas mórbidamente celosas, no es suficiente cuando la naturaleza de su enfermedad es más grave. No es posible decir que haya una forma de tratamiento que sea superior a todas las disponibles en la actualidad.  Aunque esto puede ser cierto, la terapia cognitivo-conductual es el tratamiento que ha demostrado ser más eficaz.
Médico
- Medicamentos antidepresivos
- Tratamiento de la afección psiquiátrica primaria
- Medicamentos antipsicóticos

Psicológico
- Educación psicológica para la persona afectada y la pareja
- Terapia del comportamiento
- Terapia cognitiva
- Psicoterapia individual
- Psicoterapias orientadas a la comprensión
- Terapia de familia
- Terapia de pareja

Social
- Separación geográfica de la pareja
- Participación de la asistencia social en lo que se refiera a cuestiones de protección de la infancia
- Tratamiento del abuso de alcohol y otras drogas.[9]

## Riesgo para los demás
Los celos pueden llevar a la violencia en cualquier relación, ya sea normal o mórbida. En un reciente estudio sobre los celos realizado por Mullen & Martin en 1994, el 15% de los hombres y las mujeres dijeron que en algún momento habían sido "sometidos a violencia física a manos de una pareja celosa".
Culturalmente, los celos pueden incluso ser usados para «justificar la violencia hacia las parejas». Las víctimas de un caso de homicidio tienen más probabilidades de ser parejas actuales o exparejas tanto de hombres como de mujeres. Cuando una pareja sentimental niega repetidamente la infidelidad (o la sospecha de infidelidad), esto puede provocar ira y violencia extrema. Por otro lado, la pareja que sufre puede rendirse y dar una falsa confesión, lo que a su vez es muy probable que provoque rabia en el individuo celoso.[cita requerida]
En los EE. UU. se tomó una muestra de 20 participantes con celos delirantes. 19 eran varones y Silva (1998) encontró que 13 habían amenazado con matar a su cónyuge debido a su supuesta infidelidad. De los 13 varones, nueve habían atacado realmente a su cónyuge. De los 20, tres de ellos utilizaron un arma y 12 habían dañado a su cónyuge. Un mayor riesgo de agresión estaba asociado con el consumo de alcohol.
Si bien la mayoría de culturas rechaza la infidelidad, en muchas de ellas la infidelidad por parte de las mujeres es considerada menos aceptable que la de los hombres, y puede ser considerada motivo de revancha o venganza contra quienes cometieron el adulterio, incluyendo abuso psicológico (p. ej., insultos, amenazas,o ser ignoradas por parte de su pareja o comportamientos controladores), abuso físico o sexual o incluso en casos extremos, crímenes de honor.Según la Oficina de Naciones Unidas contra la Droga y el Delito (UNODC), aproximadamente 71% de todas las víctimas de homicidios cometidos por parejas íntimas en 75 países entre 2015 y 2021 fueron mujeres o niñas.
En estudios realizados en todo el mundo se ha reportado que mujeres infieles o simplemente sospechosas de infidelidad sufren violencia física, desde bofetadas y mordiscos, hasta violencia que les hizo temer por su vida, como puñetazos, asfixia, encierro, o que les pusieran una pistola en la cabeza. Entre los acontecimientos desencadenantes de estos actos de violencia se incluyeron conductas como que una mujer volviera a casa más tarde de lo esperado, o que su pareja la viera hablando con otro hombre,situaciones que algunos hombres consideran una amenaza directa a su masculinidad, bajo el supuesto de que los hombres que no tienen control sobre su pareja carecen de «dignidad y respeto». Otros desencadenantes incluyen que las mujeres estén fuera de casa (o que pidan permiso para salir) cuando sus maridos sospechan que están interesadas en otros hombres, llamadas telefónicas o mensajes de texto de la mujer, y embarazos en los que la pareja sospecha que es resultado de una infidelidad. Un estudio realizado en Ecuador, por ejemplo, reportó que se consideraba habitual y esperado que celos románticos masculinos fueran seguidos de violencia física hacia la pareja, como un mecanismo para reafirmar el control y la autoridad masculinos. Negarse a mantener relaciones sexuales es a menudo considerado también como una sospecha de infidelidad y por tanto puede verse seguido de violencia física y psicológica. 
El feminicidio hacia una pareja íntima (FPI), definido como el asesinato de una mujer por una pareja masculina actual o anterior (incluyendo cónyuges legales, parejas de hecho, o novios) es una forma generalizada de violencia contra la mujer y representa un grave problema social, de justicia penal y de salud pública. Según la Oficina de Naciones Unidas contra la Droga y el Delito (UNODC), de acuerdo con datos disponibles de 75 países y territorios de todas las regiones del mundo entre 2015 y 2021, los feminicidios perpetrados por una pareja actual o anterior representan un promedio del 65% de todos los feminicidos realizados por alguien en la esfera privada de las mujeres. De acuerdo con este estudio, para las mujeres y niñas en Latinoamérica y el Caribe es particularmente más alta la probabilidad de morir a manos de una pareja o expareja íntima que por parte de otros miembros de la familia.
Resultados empíricos anteriores destacaron que el femicidio cometido por una pareja íntima actual o expareja en algunos casos, es seguido por el suicidio del perpetrador, un fenómeno conocido como feminicidio-suicidio de la pareja íntima (FSPI) . Los datos sobre la prevalencia del varían significativamente. Los estudios existentes sugieren que entre el 18,0% y el 40,0% de los agresores que cometen feminicidio hacia una pareja íntima (FPI) se suicidan después.

## Riesgo para los niños
Los niños que viven en un hogar con un padre que sufre de celos mórbidos pueden sufrir abuso emocional y/o físico como resultado directo de las acciones del padre o madre. Los niños también pueden oír por casualidad discusiones o ser testigos de violencia física entre sus padres. Incluso podrían resultar heridos accidentalmente durante las agresiones. El padre o madre mórbidamente celoso puede emplear a un niño o a más de uno para espiar al otro. Puede darse el caso que un niño sea testigo de un homicidio o suicidio en el que su padre o madre sea la víctima.

## Otras lecturas
- Easton, J.A.; Shackelford, T.K.; Schipper, L.D. (2008). «Delusional Disorder--Jealous Type: How Inclusive are the DSM-IV Diagnostic Criteria?». Journal of Clinical Psychology 64 (3): 264-275. PMID 18257054. doi:10.1002/jclp.20442. Archivado desde el original el 21 de mayo de 2014. Consultado el 4 de mayo de 2020.
- Easton, J. A.; Schipper, L. D.; Shackelford, T. K. (2007). «Morbid jealousy from an evolutionary psychological perspective». Evolution and Human Behavior 28 (6): 399-402. doi:10.1016/j.evolhumbehav.2007.05.005. Archivado desde el original el 2 de diciembre de 2008.

- Datos: Q901048